# Industria en la Antigua Roma
La industria de la Antigua Roma fue evolucionando poco a poco desde los tiempos oscuros de su fundación en que lo importante era la agricultura hasta el Imperio en que su desarrollo fue completo.

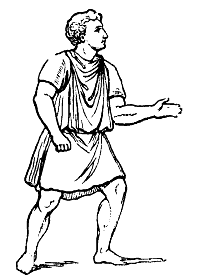
Dibujo de un obrero romano.

## Primeros tiempos y monarquía
Cuando Roma no era más que una aldea, todas las tierras del Lacio (la región donde estaba incluida Roma) eran esencialmente agrícolas. Su riqueza no iba más allá de las labores del campo y sus productos y este sistema de economía prevaleció hasta el cuarto rey, es decir hasta Anco Marcio. Pero estos pueblos mantenían un activo comercio con los etruscos que ya tenían una civilización muy avanzada y una industria muy desarrollada. Estos pueblos del Lacio mantenían también relaciones comerciales con los pueblos griegos asentados en todo el litoral de Italia y que enviaban sus productos elaborados.
De esta manera el incipiente comercio fue suscitando poco a poco una producción indígena, mínima en sus comienzos pero con gran interés en su desarrollo. El primer centro industrial se dio en el campo de la metalurgia y en Palestrina, al este de Roma, donde se empezó a producir objetos de bronce para uso doméstico y joyas de oro.
A la muerte del cuarto rey Anco Mancio (que era etrusco de nacimiento y de formación), la sociedad romana había cambiado. La guerra y su modo de hacerla habían cambiado también y estimulaban una industria que llegó a ser necesaria. A la llamada de esta incipiente industria empezaron a llegar etruscos especializados, indispensables para el trabajo: carpinteros, mercaderes, herreros, armeros, etc. Venían de Tarquinia (en la costa del mar Tirreno), de Arezzo (en la Toscana, al sureste de Florencia) y de Veyes (una de las más importantes ciudades etruscas al noroeste de Roma). Floreció así la industria en Roma y a su vez atrajo mano de obra campesina. El siguiente rey, Lucio Tarquinio Prisco fue el rey de la gran industria. Necesitó muchas armas para sus luchas contra los sabinos y los otros habitantes del Lacio, y la industria pesada se las proporcionó.
En tiempos de su sucesor Servio Tulio, el régimen capitalista dio el monopolio del poder a la gran industria ya establecida.

## Industria en la República
A medida que Roma iba conquistando los distintos pueblos que componían la península de Itálica la producción industrial iba aumentando, incrementándose con la industria de estas ciudades sometidas y los artesanos itálicos emigraban a la ciudad de Roma donde encontraban más comodidad y trabajo, dando así origen a una industria local. Muchas industrias florecieron por la aparición de las grandes obras públicas, por el aumento de población y sus necesidades y por el refinamiento del lujo que ya despuntaba en la gran ciudad.
Fuera de Roma hay que destacar el auge que tuvo la industria en la región de Campania, en la Italia meridional, junto al mar Tirreno. En esta época y en estas tierras hay una gran riqueza agrícola (sobre todo mucha plantación de viñas) e industrial con la fabricación de bronces, vasos de barro cocido y cristal, y en el sector alimentario hay una gran y famosa elaboración del garum. En la región de Apulia (al este de Campania) se fabricaba una lana de muy buena calidad y muy apreciada por los romanos.
En el norte había varias ciudades con industrias florecientes: en la ciudad de Bérgamo se fabricaban buenos objetos de bronce. En Módena (antigua Mutina en la Emilia-Romaña), tenían fama las tejas, en Pola, las ánforas y en Aquilea eran célebres las tintorerías y el cristal. La arqueología ha venido a descubrir y a demostrar además, que en estas tierra existían varios talleres donde se trabajaba el ámbar que se traía de las regiones del Báltico. El ámbar era un material muy solicitado para obtener objetos comunes y para hacer ornamentos para las mujeres del pueblo; las matronas no llevaban ámbar en sus adornos, sólo oro y piedras preciosas, aunque se ha sabido que hubo una época en que se puso de moda entre ellas el llevar una bolita de ámbar en la mano como perfume para los malos olores que pudieran despedir las cloacas de las calles.

## Época imperial
Varios acontecimientos contribuyeron en la multiplicación y desarrollo de la industria en esta época del Imperio. Uno de los más importantes fue la mejora de las comunicaciones terrestre y marítima. El comercio con los países lejanos y la exigencia cada vez mayor de los abastecimientos militares, vinieron a incrementar la industria.
El cristal era importado de Egipto, primer lugar del Mediterráneo donde surgió esta fabricación. Roma importaba las ricas copas de cristal que sólo los grandes señores podían disfrutar y de las que se hacía gran ostentación en las casas. Cuando esta industria empezó a desarrollarse por toda Italia se hicieron trabajos algo más bastos y después surgió la fabricación de piedrecitas de cristal destinadas a la elaboración de mosaicos, alternando con el mármol el ónice y el oro. Se empezaron a fabricar también en cristal unas láminas especiales que se adaptaban a las ventanas, llamadas specularia (o gruesas láminas de cristal) y que se emplearían en sustitución de las láminas de yeso llamadas lapis specularis que hasta la fecha era lo que servía como hoja de una ventana. En las excavaciones de Pompeya fueron encontrados fragmentos de specularia.
En esta época imperial surge una gran competencia con las provincias romanas del Norte y de Occidente. En Hispania se produce un acero templado de gran calidad, buenas lanas y buen garum. En la Galia sobresale el arte del bronce y los trabajos de metales preciosos junto con los vasos de arcilla y el calzado (que se difundió por todas partes y fue muy apreciado). En el norte de Europa se producían buenas armas.

## Mano de obra en la industria romana
Durante los siglos del Imperio la producción industrial se fue desarrollando plenamente. A esto contribuyó en gran medida el aumento de esclavos que eran importados desde vari"botín de guerra" de una batalla ganada por los ejércitos de Roma.
Los esclavos que eran destinados a fines industriales eran distribuidos en las llamadas escuadras y tenían un jefe técnico, el praepositus. El trabajo se distribuía según la capacidad individual de cada persona. Nacieron así las maestranzas serviles que eran grupos de trabajadores especializados. Cada grupo se consideraba una unidad con una estructura muy rígida.
El ciudadano romano que había obtenido (por la compra o por otros medios) un gran número de esclavos especializados podía sacar un buen beneficio; el negocio podía encauzarse de dos maneras, o bien sirviéndose directamente del trabajo de estos esclavos o bien alquilándolos a terceros. Esta segunda modalidad era muy rentable y llegó a proporcionar abundantes fortunas.
Para realizar un trabajo de envergadura había que dirigirse al empresario o redemptor y éste proporcionaba la mano de obra entre los grupos de esclavos. Todas las grandes obras públicas y privadas que emprendieron los romanos en la época del Imperio se hicieron siguiendo este procedimiento.
Además de este sistema seguía existiendo el artesano libre, a quien no le faltaba trabajo. Para llegar a ser un buen profesional, el artesano estaba obligado a seguir unos pasos de aprendizaje indispensables. El obrero libre cobraba una paga fijada de antemano, o bien a destajo, o por jornada, que duraba el tiempo en que el sol alumbraba.
Los distintos oficios existentes desde muy antiguo habían hecho surgir las corporaciones obreras que en Roma tenían desde siempre una gran tradición, se dice que desde los tiempos del rey Numa Pompilio.
Cuando la industria se empezó a organizar en Roma lo hizo en siete ramos de actividad o gremios: 
- Músicos
- Plateros
- Cobreros
- Carpinteros
- Tintoreros
- Alfareros
- Zapateros
- Bataneros (trabajadores de las telas y pieles). Los hilados correspondían a las mujeres.

Más tarde se incluyeron en los gremios los médicos y los panaderos, y después los herreros y otros oficios.